# District X van Boedapest
District X of Kőbánya (Duits: Steinbruch) is een stadsdistrict van Boedapest.

## Geschiedenis
Intensieve mijnbouw vindt al sinds het begin van de 17e eeuw op het gebied van Kőbánya. In 1890 werd deze activiteit beëindigd in Kőbánya vanwege gevaarlijke mijnbouw.
De eerste brouwerijen in Kőbánya werden gesticht in de jaren 1850. Vanaf 1858 werd een permanente markt voor varkens en runderen opgericht.
Na de eenwording van Boedapest in 1873 begon de ontwikkeling en bevolkingsgroei snel. Het huidige St. Ladislaus Gymnasium werd opgericht in 1907 en werd geopend in 1915 in het gebouw ontworpen door Ödön Lechner.
De stad Groot-Boedapest en Kőbánya, die op 1 januari 1950 werd opgericht, werd het binnengebied van de stad, evenals het geometrische centrum van Boedapest.

## Afbeeldingen

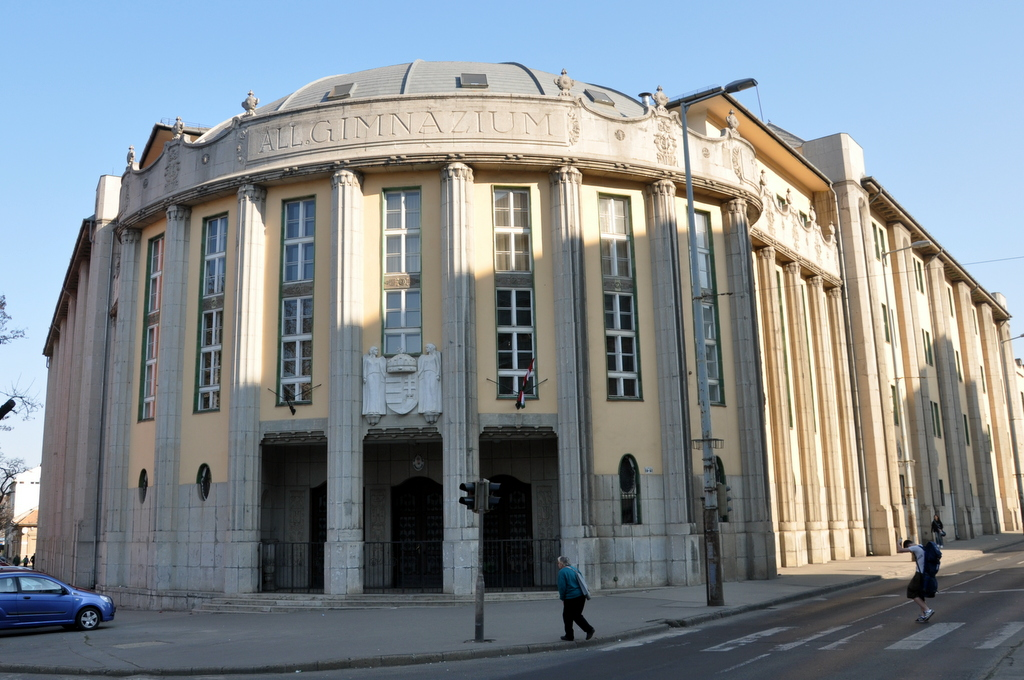
St. Ladislaus Gymnasium
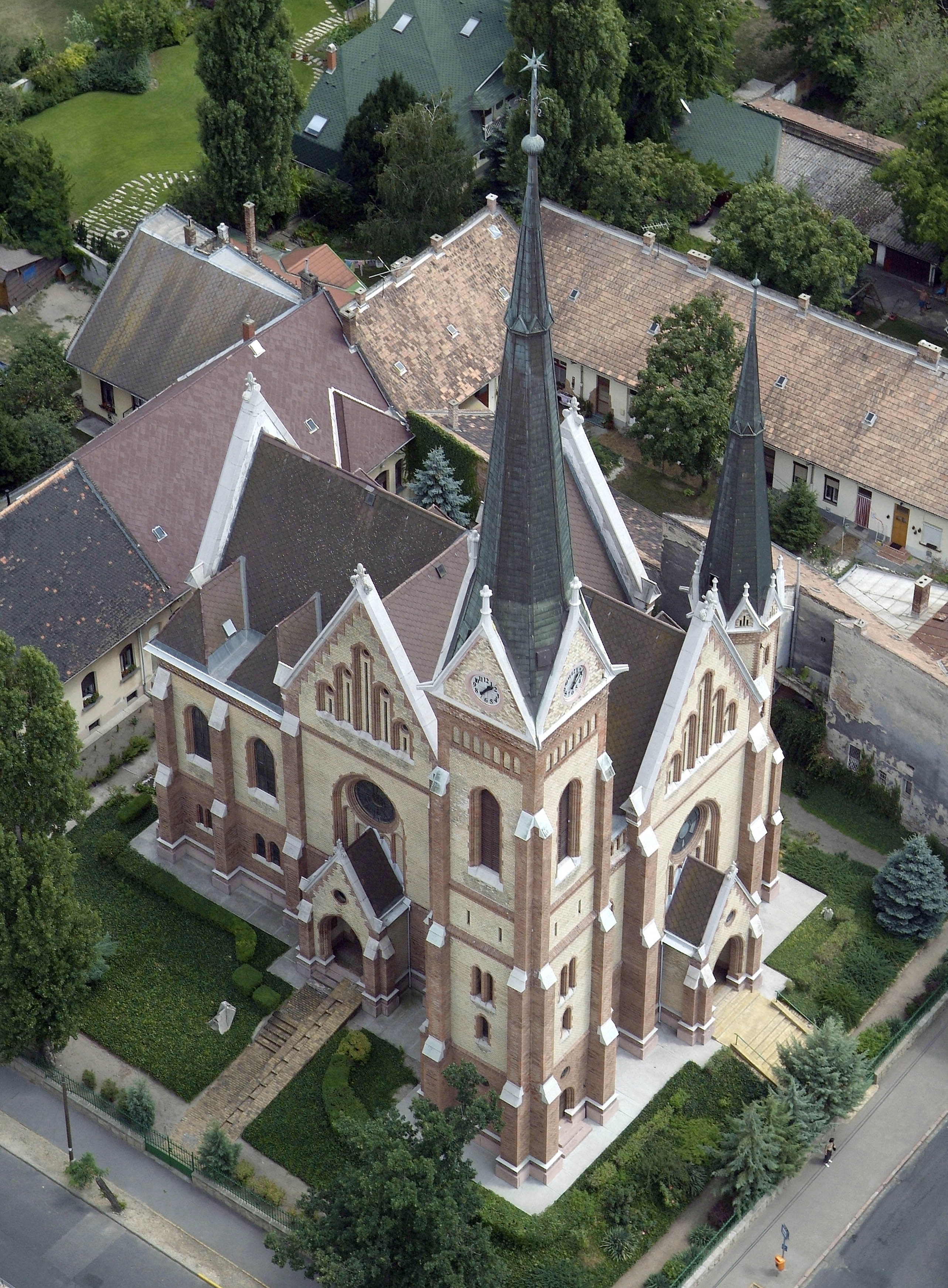
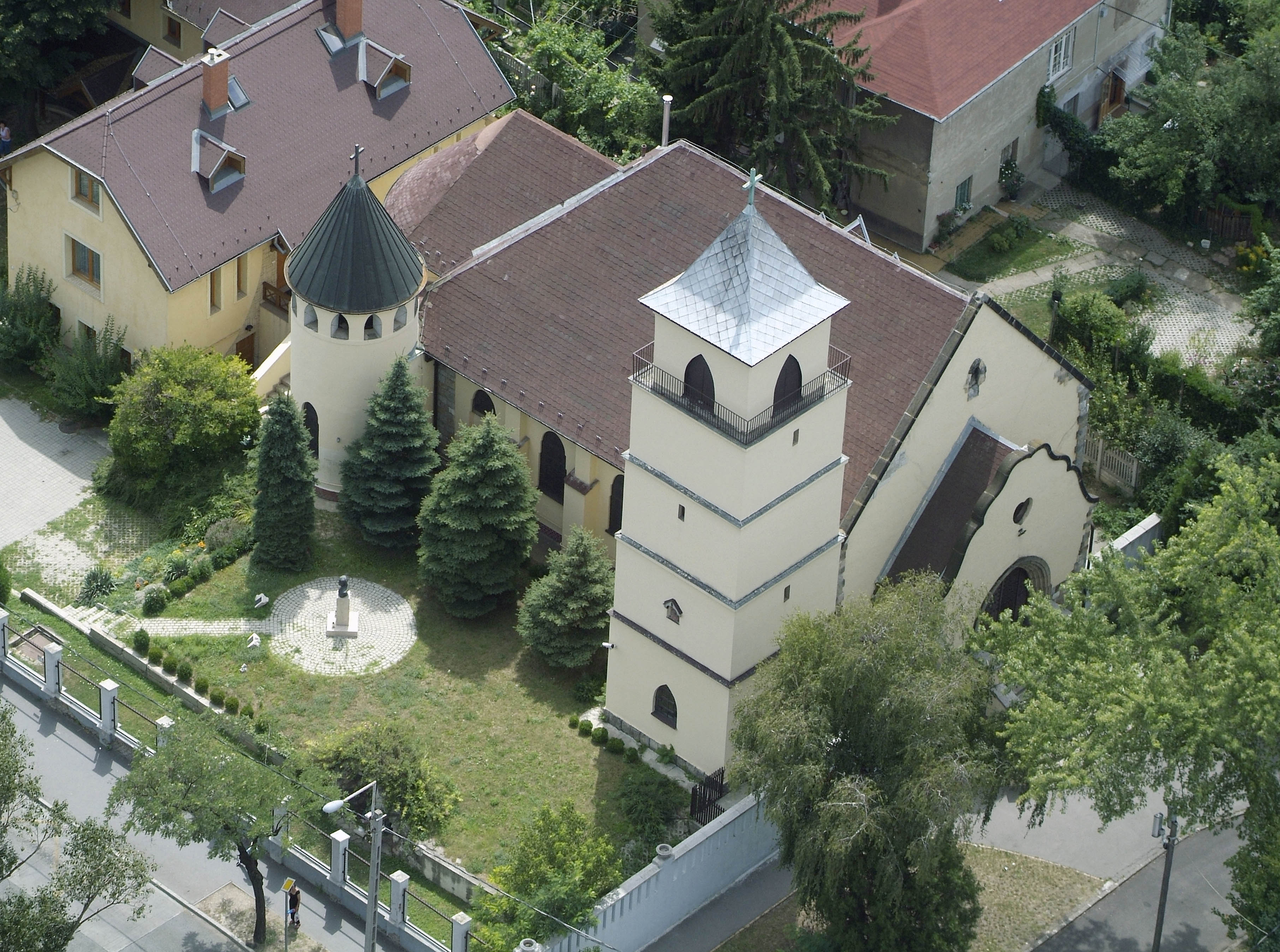
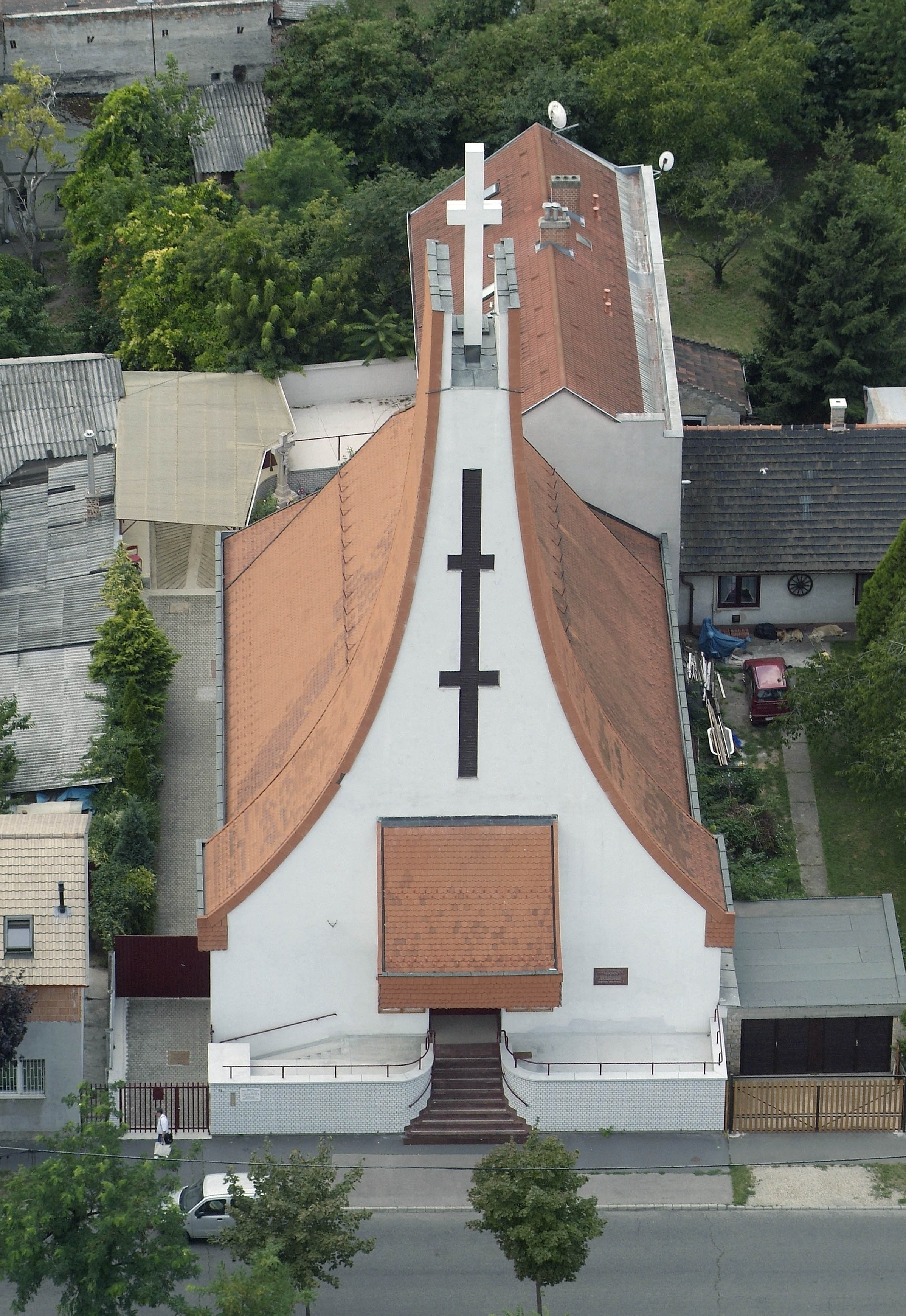
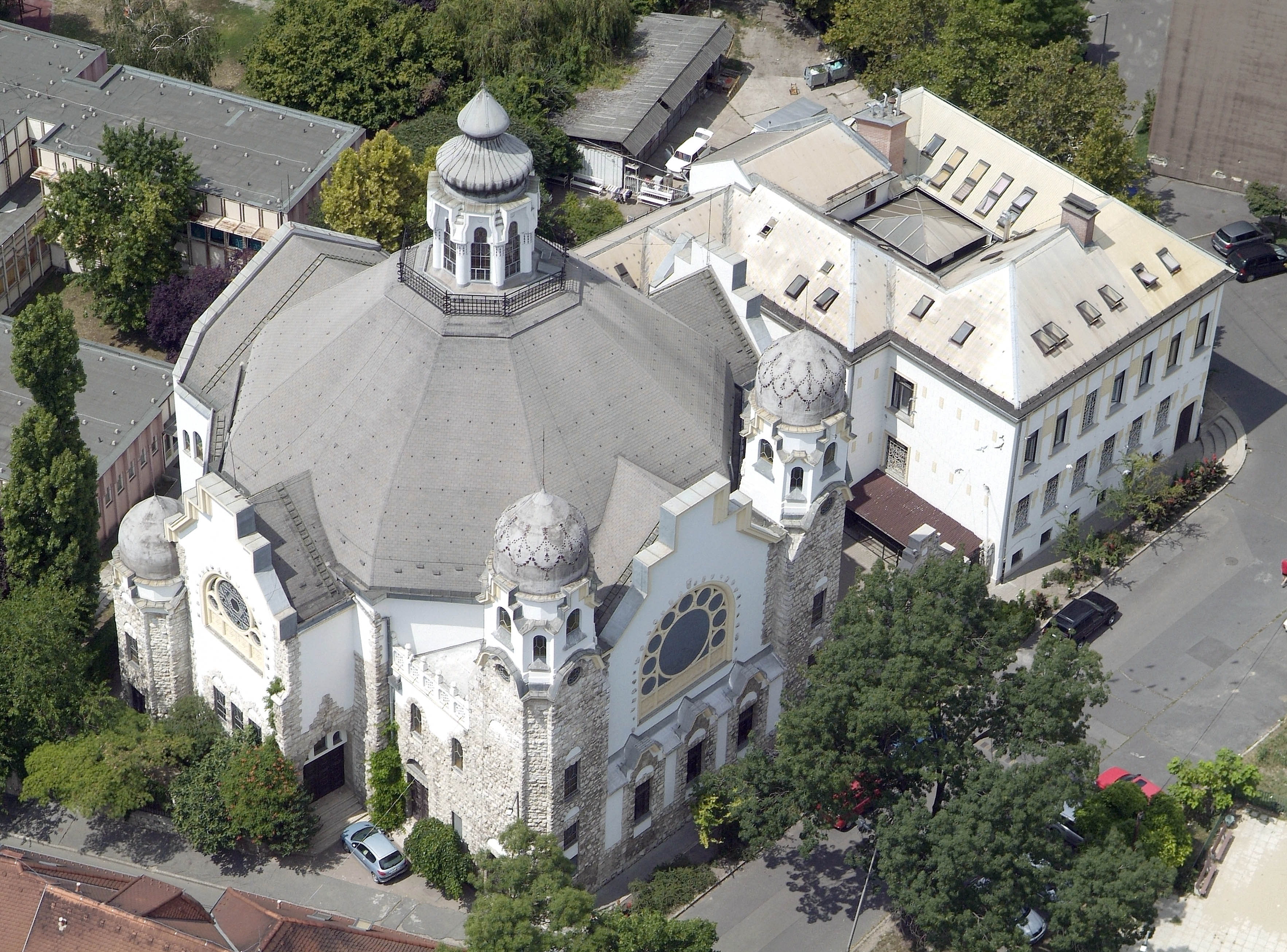
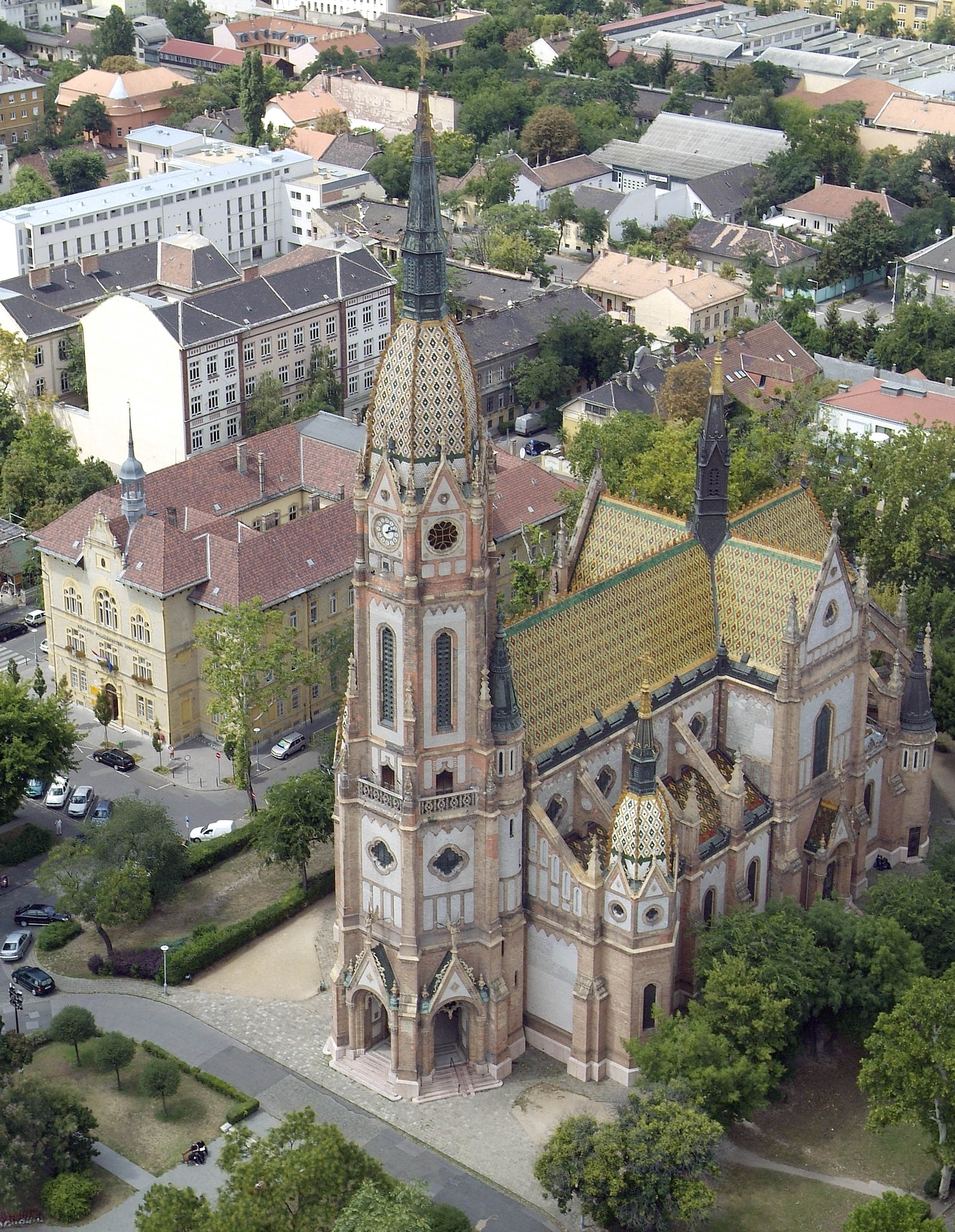
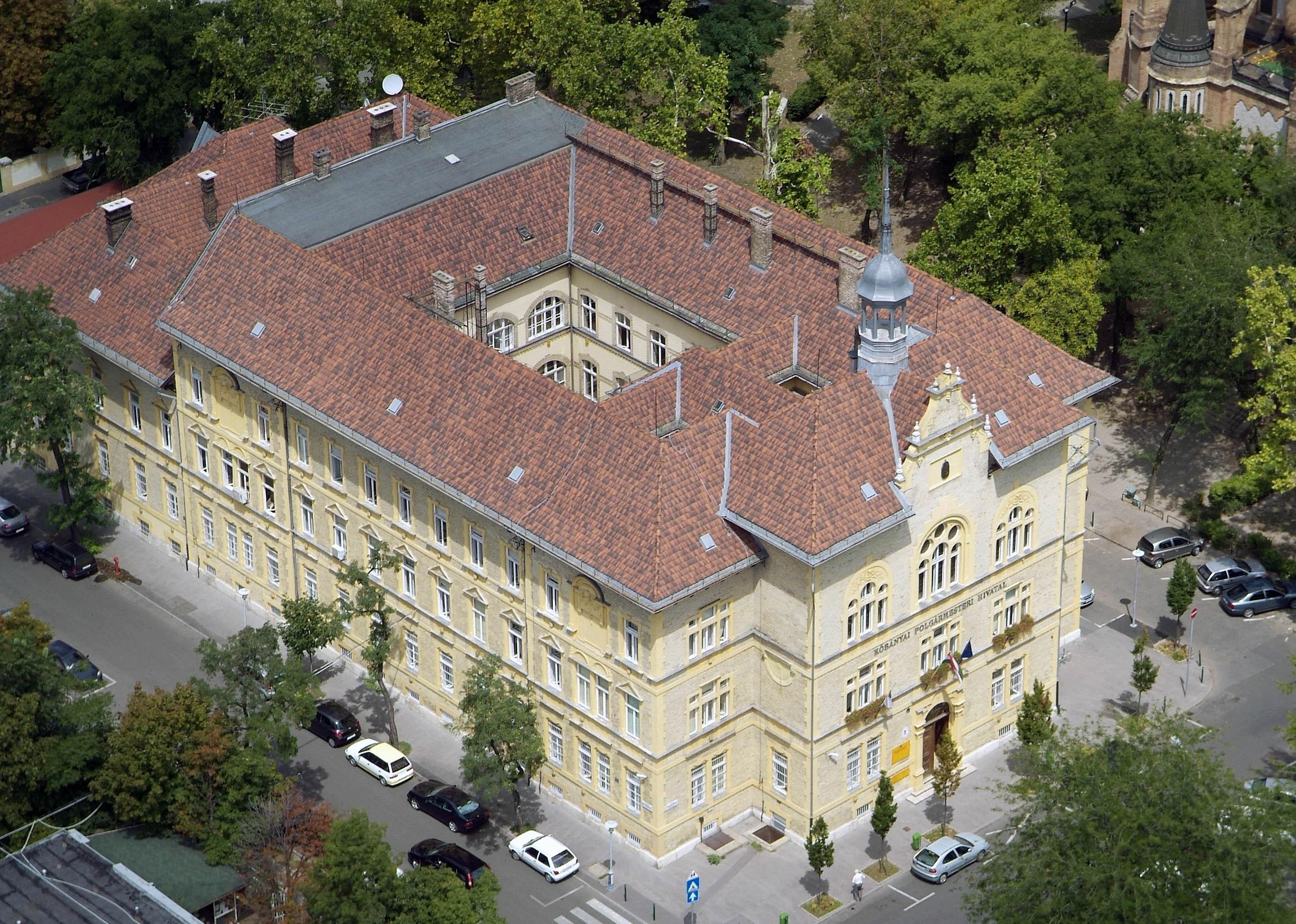
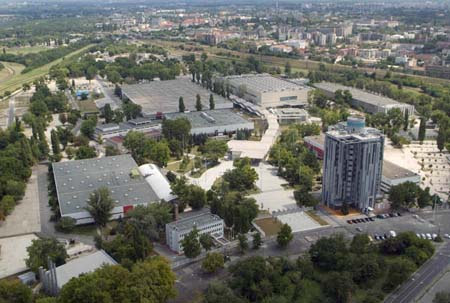
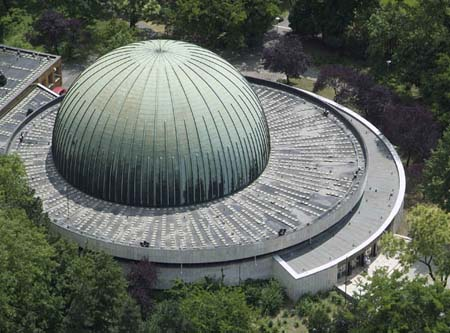
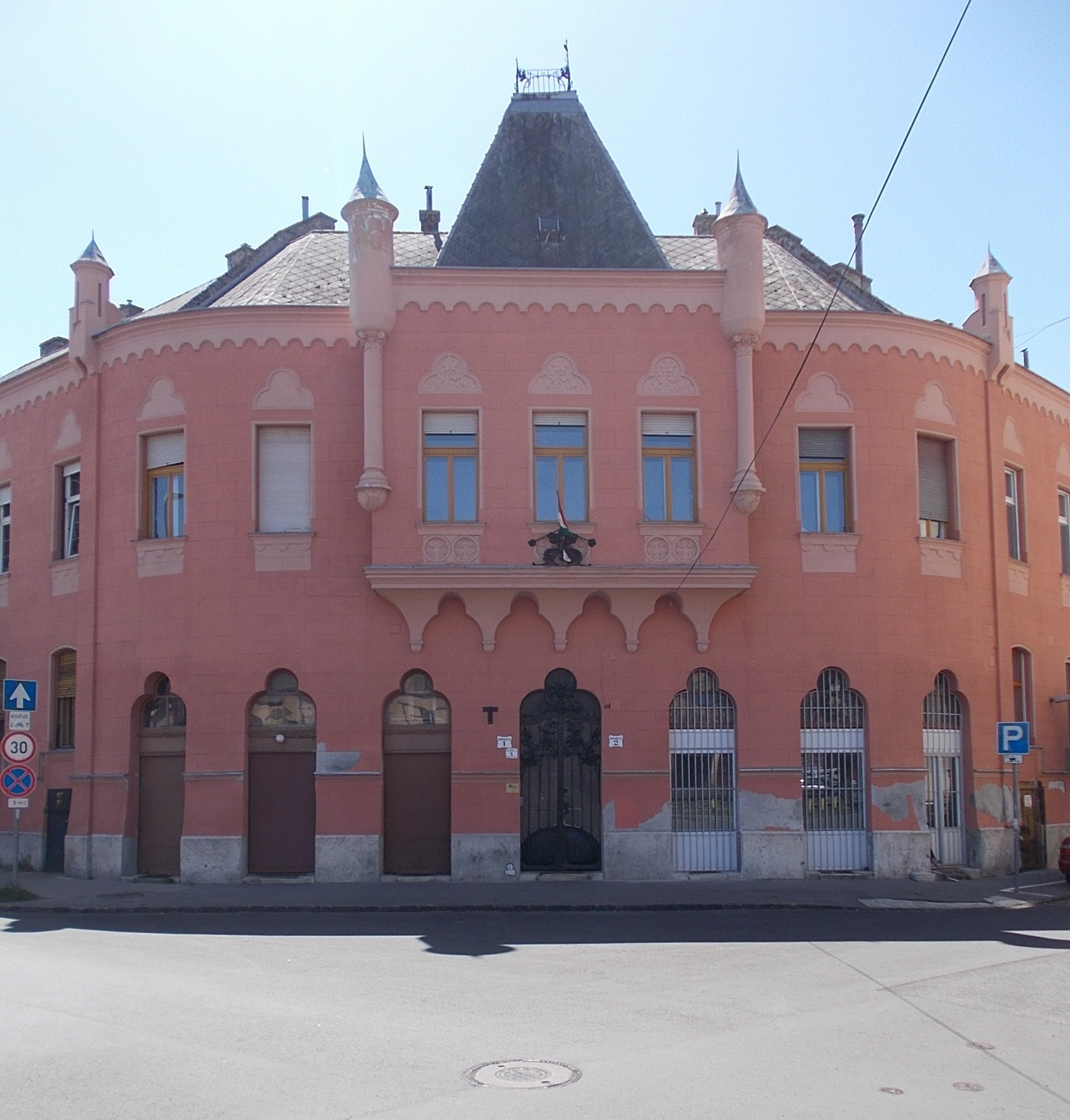

## Partnerschappen
- Bălan, Roemenië
- Vinkovci, Kroatië
- Wolverhampton, Engeland
- Jarosław, Polen
- Štúrovo, Slowakije
- Litochoro, Griekenland

I · II · III · IV · V · VI · VII · VIII · IX · X · XI · XII · XIII · XIV · XV · XVI · XVII · XVIII · XIX · XX · XXI · XXII · XXIII